# Бокчито (Оклахома)
Бокчито (енгл. Bokchito) град је у америчкој савезној држави Оклахома.

## Демографија
По попису из 2010. године број становника је 632, што је 68 (12,1%) становника више него 2000. године.
| Група             | 2000.       | 2010.       |
| Белци             | 439 (77,8%) | 520 (82,3%) |
| Афроамериканци    | 0 (0,0%)    | 1 (0,2%)    |
| Азијати           | 2 (0,4%)    | 1 (0,2%)    |
| Хиспаноамериканци | 10 (1,8%)   | 4 (0,6%)    |
| Укупно            | 564         | 632         |